# Grove City (Pensilvânia)
Grove City é um distrito localizado no estado norte-americano de Pensilvânia, no Condado de Mercer.

## Demografia
Segundo o censo norte-americano de 2000, a sua população era de 8024 habitantes.
Em 2006, foi estimada uma população de 7688, um decréscimo de 336 (-4.2%).

## Geografia
De acordo com o United States Census Bureau tem uma área de
7,0 km², dos quais 6,9 km² cobertos por terra e 0,1 km² cobertos por água. Grove City localiza-se a aproximadamente 385 m acima do nível do mar.

## Localidades na vizinhança
O diagrama seguinte representa as localidades num raio de 16 km ao redor de Grove City.